# Ju-on: The Grudge
Série
Ju-on 2
(2000) Ju-on: The Grudge 2
(2003)
Pour plus de détails, voir Fiche technique et Distribution.
Ju-on: The Grudge (呪怨, Juon) est un film d'horreur japonais réalisé par Takashi Shimizu, sorti en 2002.

## Synopsis
Le film s'ouvre sur un texte écrit sur fond blanc : "La malédiction de celui qui meurt en proie à une puissante colère se manifeste dans les endroits où ce dernier a vécu. Ceux qui y sont confrontés meurent et la malédiction se perpétue." Suivent alors quelques images présentant un homme qui vient de tuer sa femme et son fils.
Le film se divise en plusieurs chapitres, dont chacun porte pour titre le nom d'un personnage.
Rika : Rika, une assistante sociale bénévole, se rend chez les Tokunaga, où elle doit s'occuper de Sashie, une vieille dame alitée et atteinte de mutisme, dont le précédent assistant demeure introuvable. Elle pénètre alors dans sa maison qui présente rapidement des aspects mystérieux. Elle y découvre un petit garçon enfermé dans un placard, Toshio, l'un des fantômes qui hante la maison. De retour auprès de la vieille femme, Rika est témoin de l'apparition d'un spectre de femme et s'évanouit.
Katsuya : Ce deuxième chapitre nous présente Tokunaga Katsuya qui vit avec sa femme Kazumi et sa mère, Sashie. Les événements présentés se situent quelques jours avant ceux relatés dans le premier chapitre. Alors que Katsuya est à son travail, Kazumi est, elle aussi, témoin de l'apparition d'un petit garçon, qu'elle suit à travers la maison. Quand Katsuya rentre chez lui, il découvre Kazumi en état de choc. Le petit garçon apparaît à nouveau et Kazumi rend son dernier souffle. Hitomi, la sœur de Katsuya, venue dîner, trouve son frère en proie à une obsession. Possédé par l'esprit d'un meurtrier, il marmonne : "Elle avait un autre homme. Elle m'a trompé. Ce n'est pas mon enfant." Katsuya met Hitomi à la porte et remonte à l'étage.
Hitomi : Alors qu'elle est dans les toilettes de son entreprise, Hitomi reçoit un appel étrange de son frère, qui se résume en un son guttural. En sortant de sa cabine, Hitomi subit l'apparition du spectre. Elle fuit auprès du gardien, qui se rend sur les lieux et se fait entraîner par le fantôme. Hitomi se réfugie alors chez elle, sans remarquer le fantôme du petit garçon qui apparaît à travers la vitre de l'ascenseur à chaque étage. Bien qu'elle se soit enfermée dans son appartement et abritée sous ses couvertures, le spectre de la femme surgit dans son lit et l'entraîne avec elle.
Toyama : Un assistant social, Hirohashi, se rend dans la maison des Tokunaga ; il y découvre Rika en état de choc et Sashie décédée. La police commence son enquête et découvre le couple Katsuya et Kazumi morts dans les combles. L'enquête révèle que toutes les familles ayant vécu dans la maison des Tokunaga avant eux sont mortes ou ont disparu et qu'un certain Saeki Takeo y avait tué sa femme, Kayako, dont le corps avait été découvert dans les combles. Takeo avait ensuite été retrouvé mort sur la route. Leur fils de six ans, Toshio, a quant à lui disparu depuis cinq ans. La police approche l'inspecteur Toyama Yuji, qui avait travaillé sur l'affaire à l'époque. Après avoir regardé la cassette de vidéo-surveillance du bureau de Hitomi où il voit le spectre de Kayako, Toyama se rend à la maison des Tokunaga avec la ferme intention d'y mettre le feu. Il y fait une expérience étrange : projeté dans l'avenir, il se trouve nez à nez avec sa fille, Izumi, devenue adolescente, fuyant la maison tandis que ses amies la visitent pour se faire peur. La vision s'estompe sur le cri des trois adolescentes et le fantôme de Kayako apparaît. Toyama s'enfuit, mais ce sont les deux inspecteurs arrivés entre-temps qui subissent alors la malédiction de Kayako.
Izumi : Izumi, devenue adolescente, est terrifiée : trois de ses amies sont portées disparues (les trois qui se trouvaient dans la maison des Tokunaga dans la vision de Toyama Yuji). Son père est mort depuis et on apprend à la télévision que Nishina Rika a été retrouvée morte alors qu'elle était portée disparue. Quand ses amies, Chiharu et Miyuki, arrivent chez elle, elles trouvent Izumi tapie dans son lit : elle a recouvert les fenêtres de sa chambre de papier journal : "Elles me regardent toutes les trois", dit-elle pour se justifier. Izumi est persuadée qu'elles en ont après elle, parce qu'elle s'est enfuie de la maison hantée. À leur départ, la mère d'Izumi explique aux deux jeunes filles que son mari, Yuji, vivait aussi les rideaux tirés avant de mourir. Quand Izumi se réveille, elle découvre que les morceaux de journal ont été arrachés : les trois filles apparaissent et la suivent dans la maison. Izumi s'adosse à l'autel commémorant la mort de son père ; là, le fantôme de Kayako l'attrape et l'entraîne à l'intérieur de l'autel.
Kayako : Dans cet ultime chapitre, on retrouve Rika, laquelle s'occupe d'un vieillard qui joue à peekaboo avec un enfant invisible qui n'est autre que Toshio. Sous la douche, Rika sent une main dans ses cheveux, mais, une fois retournée, ne voit rien. Puis, c'est encore le fantôme de Toshio et son chat qui se manifestent sous la table d'un restaurant. Rika retourne dans la maison hantée au moment où elle comprend que son amie Mariko, une enseignante, s'y est rendue pour rencontrer son élève absent, Toshio. Elle monte dans les combles où Mariko a été entraînée et se trouve nez à nez avec Kayako. Rika se précipite en bas des escaliers et voit dans un miroir le reflet de Kayako. Le fantôme de Kayako se met alors à descendre les escaliers. Au moment où Kayako arrive à sa hauteur, Rika met ses mains devant ses yeux et a un certain nombre de vision des malédictions de Kayako. Revenue à elle, Kayako a disparu, mais c'est le fantôme de Takeo qui descend les escaliers. Rika réalise qu'elle est en train de revêtir le rôle de Kayako. Takeo s'approche d'elle ; elle aperçoit Toshio qui observe la scène du haut des escaliers alors que la main de Takeo se referme sur elle.
La scène finale du film montre Tokyo vide, dont les murs sont couverts d'avis de disparition. Puis, on reconnaît Rika ensanglantée, sous les traits de Kayako (cheveux noirs, même coupe de cheveux), emballée dans un sac plastique et déposée dans les combles. La caméra s'approche d'elle et le film s'arrête au moment où elle ouvre des yeux injectés de sang et où s'élève le cri caractéristique du fantôme.

## Fiche technique
- Titre original : 呪怨 (Juon)
- Titre français : Ju-on: The Grudge
- Réalisation : Takashi Shimizu
- Scénario : Takashi Shimizu
- Photographie : Tokushô Kikumura
- Montage : Nobuyuki Takahashi
- Musique : Shiro Sato
- Production : Takashige Ichise, Kunio Kawakami, Yoshinori Kumazawa, Hiroki Numata
- Sociétés de production : Pioneer LDC, Nikkatsu, Oz Company, Xanadeux Company
- Pays d’origine : Japon
- Langue originale : japonais
- Format : couleur — 35mm— 1,85:1 — son Dolby Digital DTS-Stereo
- Genre : horreur
- Durée : 92 minutes
- Dates de sortie :
  -  États-Unis : 18 octobre 2002 (Screamfest Horror Film Festival (en))
  -  Japon : 25 janvier 2003
  -  France : 2003
  - Sortie DVD : 1er novembre 2007 en France
  - Interdit aux moins de 12 ans en France

## Distribution
- Megumi Okina (VF : Laura Préjean) : Rika Nishina
- Misaki Itō : Hitomi Tokunaga
- Kanji Tsuda : (VF : Bruno Choël) : Katsuya Tokunaga
- Kayoko Shibata (VF : Déborah Perret) : Mariko
- Takako Fuji : Kayako Saeki
- Yūya Ozeki : Toshio Saeki
- Yui Ichikawa (VF : Kelly Marot): Chiharu
- Yukako Kukuri : (VF : Dorothée Pousséo) : Miyuki
- Shuri Matsuda (VF : Magali Barney) : Kazumi Tokunaga
- Misa Uehara (VF : Noémie Orphelin) : Izumi Tôyama
- Takashi Matsuyama : Takeo Saeki

## Autour du film

### Le remake américain
Ju-On : The Grudge (2002) a fait l'objet d'un remake américain : The Grudge (2004). Tous deux ont été réalisés par Takashi Shimizu. Le remake présente globalement la même intrigue et reprend souvent des scènes du premier film.
L'une des principales différences entre les deux films est l'obsession amoureuse de Kayako pour son ancien professeur, Peter Kirk. Le remake développe effectivement la raison de la tragédie familiale, alors que le film original restait très allusif, se limitant aux paroles proférées par Katsuya suggérant un adultère. On peut donc penser que le remake américain s’inspire également du premier film de Takashi Shimizu, Ju-on, réalisé en 2000, dans lequel l’inceste est explicite. On découvre donc le personnage de Peter Kirk à la première scène du remake, l'homme se jetant du haut de son balcon. On découvrira par la suite que Kayako avait une passion secrète pour son professeur et qu'elle tenait un journal intime où elle consignait ses sentiments. L'une des dernières scènes du film montrera également le moment où Takeo met la main sur le journal et s'en prend à sa femme et à son fils.
Une autre grande différence entre les deux films est la focalisation de l'intrigue sur des personnages déracinés, étrangers à la société japonaise, donnant ainsi à l'histoire une dimension nouvelle. Des personnages américains se substituent aux personnages japonais : Karen (Sarah Michelle Gellar) remplace Rika et la famille Williams remplace les Tokunaga.
Les événements des trois premiers chapitres (Rika, Katsuya et Hitomi) ont été très peu modifiés (Matthew Williams n'est pas possédé par l'esprit de Takeo). Cependant, le personnage de Toyama (l'inspecteur sur lequel se concentre le quatrième chapitre) a été remplacé par l'inspecteur Nakagawa. C'est lui qui décide de mettre le feu à la maison, mais finit tué par le fantôme de Takeo.
Le chapitre sur Izumi est, quant à lui, abandonné dans le remake mais plus ou moins repris dans The Grudge 2 (Allison). Toutefois, ce dernier s'intéresse au personnage de Yoko, l'employée des services sociaux qui était chargée de s'occuper d'Emma Williams et qui disparaît en début de film, son fantôme apparaissant plus tard à Alex (un cadre des services sociaux) sans sa mâchoire inférieure qu'elle s'est fait arracher par Kayako. Dans le film original, l'employé qui s'occupait de Sashie Tokunaga est porté disparu ; il n'est pas nommé et sa mort n'est pas racontée.
Le chapitre final est, dans le remake, tout à fait remanié : Karen se précipite dans la maison, car son petit ami, Doug, y est allé pour la chercher. Karen a une vision où elle apprend que Takeo a découvert le journal intime de sa femme, l'a tuée avant de noyer son fils Toshio et de se pendre. Puis, Peter a découvert les corps et s'est enfui de la maison. De retour dans la réalité, le fantôme de Kayako tue Doug et Karen parvient à mettre le feu aux bidons d'essence apportés par l'inspecteur Nakagawa, plus tôt. Le film se termine sur Karen, sauvée des flammes, qui se rend à la morgue pour y reconnaître le corps de Doug, mais le fantôme de Kayako surgit derrière elle.